# Cristina Scabbia
Cristina Adriana Chiara Scabbia (Milano, 6 giugno 1972) è una cantante italiana, membro del gruppo heavy metal Lacuna Coil.
Nel 1996 è entrata stabilmente nel gruppo, che ha debuttato due anni dopo con l'EP omonimo. Da allora con i Lacuna Coil hanno pubblicato un altro EP e otto album che hanno ottenuto buoni piazzamenti in tante classifiche di vendita, in particolare negli Stati Uniti d'America (sono stati presenti con sei album consecutivi nella Billboard 200, risultato mai ottenuto prima da altri artisti italiani) e nel Regno Unito. La band ha inoltre partecipato a tour mondiali di grande successo sia da headliner sia in collaborazione con artisti come Anthrax, Epica, Iron Maiden, Marilyn Manson, Megadeth, Metallica, Moonspell, Motörhead, Rob Zombie, The Gathering, Type O Negative e Within Temptation.
Nel 2006 la rivista Hit Parader l'ha inserita nella sua lista dei 100 migliori cantanti metal di tutti i tempi alla posizione numero 94.

## Biografia
Dopo aver conseguito il diploma di tecnico della grafica e della pubblicità, ha svolto varie professioni che le hanno permesso di autosostenersi nella carriera musicale: da barista a cameriera, da cuoca a commessa, da corriera a segretaria.. Ha iniziato a cantare professionalmente attorno al 1990, quando ancora lavorava come barista di sera e come commessa durante il giorno, interpretando musica soul e, soprattutto, dance; grazie a degli amici dj, partecipa infatti ad alcuni brani dance italiani di quell'epoca, campionando la propria voce.
Si è avvicinata all'heavy metal nei primi anni novanta grazie all'incontro con Marco Coti Zelati, bassista dei Lacuna Coil, partecipando alla band come voce di supporto al cantante Andrea Ferro, poi come cantante principale insieme allo stesso Ferro.
Nel 2004 ha cantato il brano I'm That con Franco Battiato, nel disco X Stratagemmi, ed è apparsa nel video live e nell'omonimo album Un soffio al cuore di natura elettrica, sempre di Battiato, del 2005. Dal 2006 partecipa al progetto musicale e umanitario Rezophonic in favore della costruzione di pozzi d'acqua in Kenya in collaborazione con Amref (un pozzo costruito in Kajado porta il suo nome in segno di gratitudine); insieme a lei sono presenti, tra gli altri, Mario Riso, Giuliano dei Negramaro, Jovanotti, Francesco de Le Vibrazioni, Pino Scotto e i Bluvertigo. Assieme al progetto Rezophonic, nel 2008 Cristina Scabbia ha cantato ospite con L'Aura nel brano Basta! in occasione della 58ª edizione del Festival di Sanremo.
Nel 2007 ha duettato con Dave Mustaine nella nuova versione di À tout le monde, inclusa nel disco dei Megadeth United Abominations. Nello stesso anno ha cantato in S.O.S. (Anything but Love), presente nell'album Worlds Collide degli Apocalyptica.
Nel 2008 ha collaborato con gli Alter Bridge per la reincisione di Watch Over You.
Nel 2013 ha collaborato con gli Ayreon interpretando il ruolo della madre nell'album The Theory of Everything.

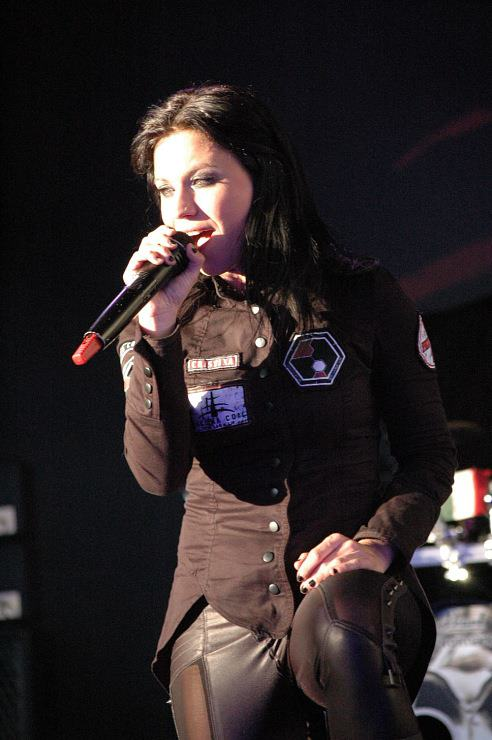
Cristina Scabbia durante un'esibizione nel 2014

Nel 2017 è stata coinvolta da Tarja Turunen nella registrazione di una cover di Feliz Navidad, collaborazione discografica a stampo benefico; assieme a loro hanno cantato anche Simone Simons, Floor Jansen, Sharon den Adel, Hansi Kürsch, Michael Monroe, Elize Ryd, Timo Kotipelto, Joe Lynn Turner, Doro Pesch, Tony Kakko e Marko Saaresto. Il singolo è stato pubblicato l'8 dicembre e tutti i suoi ricavati sono andati in beneficenza a favore degli sfollati di Bermuda, isola caraibica devastata dall'Uragano Irma. L'etichetta discografica earMUSIC si è inoltre impegnata a raddoppiare la cifra raggiunta.
Nel 2018 partecipa in veste di giudice alla quinta edizione di The Voice of Italy, insieme a J-Ax, Francesco Renga e Al Bano.

## Altri impegni
- Partecipa di tanto in tanto al progetto italiano Queenmania, una coverband dei Queen composta da musicisti famosi. Cristina s'è detta entusiasta di questo particolare progetto, anche per l'aspetto più "teatrale ed estetico" (i costumi sono ispirati a quelli dei Queen e Cristina è anche apparsa nelle vesti di David Bowie sulle note di Under Pressure);
- Nella primavera del 2008 ha preso parte, su Rock Tv, ad una puntata pilota fictional di un programma di cucina insieme ad Andrea Fumagalli, sassofonista dei Bluvertigo;
- Nel 2018 partecipa al talent The Voice of Italy come giudice.
- Il 29 dicembre 2019 realizza insieme a The Pruld (animatore che realizzò il video), VaatiVidya (narratore) e Francesco Riolo (compositore) la canzone We Are The Souls - Reborn, il brano si basa sul famoso gioco Dark Souls.
- Nell'ottobre 2020 partecipa sul canale Twitch di LuccaComicsAndGames alla serie di tre puntate di RPG Night Live #DonatoriDiRuolo[8] (progetto di sensibilizzazione sul tema della donazione di organi, tessuti e cellule in collaborazione con il Centro nazionale trapianti) con Roberta "CKibe" Sorge, Fabio "Kenobit" Bortolotti, Piero "Budilicious" Lombardi e Francesca "Fraffrog" Presentini, con Nicola DeGobbis come master, seguendo il regolamento di Cyberpunk Red.
- Il 23 settembre 2021 è stato presentato su Twitch il brano "Start again", nato dalla collaborazione di Cristina Scabbia e il musicista e youtuber Marco Arata, in arte Mark The Hammer. Tale brano vuole celebrare l'uscita del videogioco Diablo II: Resurrected.[9]
- Nel febbraio 2022 realizza (insieme a Giacomo Paradiso) la sigla della prima stagione della Blind Run Co-op di Elden Ring, serie creata e trasmessa sui canali Twitch di Francesco "Cydonia" Cilurzo e Michele "Sabaku no Maiku" Poggi.
- Nel marzo 2022 partecipa, insieme ad altri musicisti, ad una nuova iniziativa di Mark the Hammer su Youtube chiamata "UNA CANZONE PER LA PACE... SCRITTA COI COMMENTI SUI SOCIAL"[10], a sostegno dell'attività di Emergency nel conflitto russo-ucraino.
- Nel 2023 partecipa come doppiatrice al videogioco Remnant 2. [11]

## Discografia

### Altre collaborazioni
- I'm That, brano di Franco Battiato contenuto nell'album X Stratagemmi (2004);
- À tout le monde (Set Me Free), brano dei Megadeth contenuto nell'album United Abominations (2007);
- Nell'acqua, singolo dei Rezophonic (2009);
- S.O.S. (Anything but Love), brano degli Apocalyptica contenuto nell'album Worlds Collide (2007);
- Watch Over You, singolo degli Alter Bridge (2008);
- The Theory of Everything, album degli Ayreon, nel ruolo della madre (2013);
- Feliz Navidad, cover di José Feliciano voluta da Tarja Turunen per beneficenza e cantata insieme alla stessa e a Simone Simons, Floor Jansen, Sharon den Adel, Hansi Kürsch, Michael Monroe, Elize Ryd, Timo Kotipelto, Joe Lynn Turner, Doro Pesch, Tony Kakko e Marko Saaresto (2017);
- Partecipazione in Salem, canzone dei Genus Ordinis Dei, contenuta nell'album Great olden dinasty (2017)[12];
- Loneliness, brano di Alessandro Galdieri tratto dalla colonna sonora del videogioco Daymare: 1994 Sandcastle (2023) [13]
- We Might Be Giants, brano dei Saltatio Mortis estratto dall’album Finsterwacht, nel quale partecipa assieme a Peyton Parrish (2024)